# Насыпное
Насыпно́е (до 1945 года Насыпко́й; укр. Насипне, крымскотат. Nasipköy, Насипкой) — село на юго-востоке Крыма. Входит в городской округ Феодосия Республики Крым (согласно административно-территориальному делению Украины — Феодосийский горсовет Автономной Республики Крым, центр Насыпновского сельсовета).

## Население
| 2001 | 2014  |
| ---- | ----- |
| 1666 | ↘1581 |

### Динамика численности
| - 1864 год — 162 чел. - 1886 год — 204 чел. - 1889 год — 279 чел. - 1892 год — 338 чел. - 1902 год — 364 чел. - 1915 год — 403 чел. - 1926 год — 402 чел. | - 1939 год — 623 чел. - 1974 год — 1608 чел. - 1989 год — 1661 чел. - 2001 год — 1666 чел. - 2009 год — 1689 чел. - 2014 год — 1581 чел. |

Всеукраинская перепись 2001 года показала следующее распределение по носителям языка

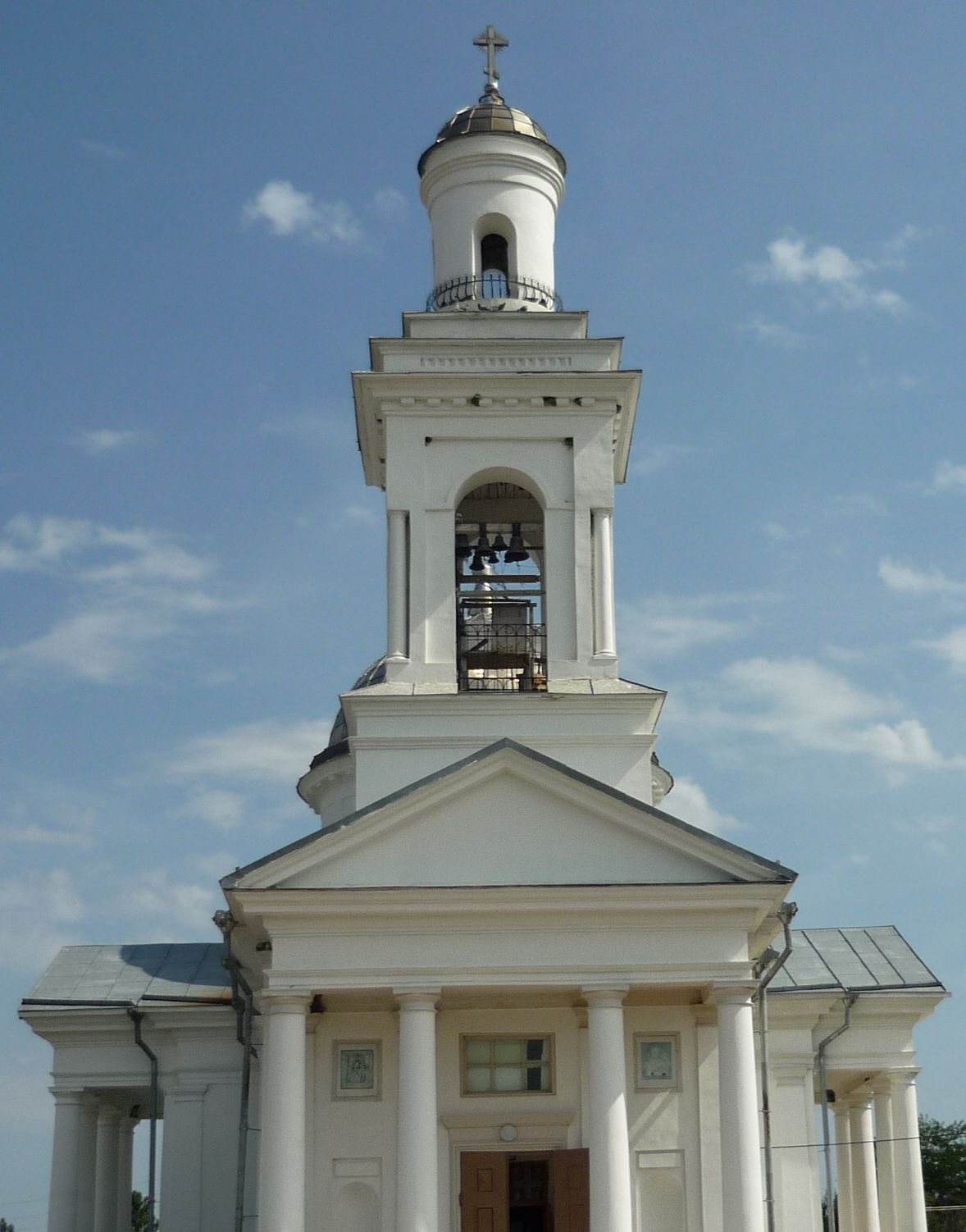
Церковь в Насыпном

| Язык             | Процент |
| ---------------- | ------- |
| русский          | 73,17   |
| крымскотатарский | 17,83   |
| украинский       | 7,68    |
| другие           | 0,24    |

.

## Современное состояние
На 2018 год в Насыпном числится 17 улиц, 5 переулков и Симферопольское шоссе; на 2009 год, по данным сельсовета, село занимало площадь 192 гектара на которой, в 627 дворах, проживало 1689 человек. В селении действуют средняя школа № 16, «Насыпновский центр культуры и досуга» (дом культуры) библиотека, отделение Почты России, амбулатория, церковь иконы «Всех скорбящих радосте» мечеть «Насипкой джамиси». Насыпное связано с Феодосией городскими автобусами.

## География
Расположено примерно в 8 километрах (по шоссе) на запад от Феодосии, по правому берегу реки Байбуга, высота центра села над уровнем моря 64 м. В северной части Насыпного, через сравнительно недавно присоединённое село Дальняя Байбуга, протекает река Байбуга.
На западной окраине села соединяются две важнейших крымских дороги — 35К-003 Симферополь — Феодосия и 35К-005 Алушта — Феодосия (по украинской классификации — P-23 и P-29).

## История
Первые поселения на территории нынешнего Насыпного, на основании археологических изысканий, датируются IV— началом III веков до н. э.. По неподтверждённым авторитетными источниками сведениям, на месте современного храма в селе в IV—VI веках стояла греческая часовня и небольшое греческое поселение. Церковь, во имя Крестителя Иоанна, разрушили в IX веке, а в XII веке на том же месте было основано армянское поселение, в котором между 1393 и 1420 годами построили церковь Св. Григория. Армянское поселение было разрушено в 1618 году. По информации на сайте сельсовета село возникло в конце XVII века, на насыпи, сооружённой турецкими войсками для лагеря ещё при штурме Кафы в 1475 году. Впервые в исторических документах, как Насух (кадылыка и эялета Кефе Османской империи) встречается в «Османском реестре земельных владений Южного Крыма 1680-х годов», согласно которому в 1686 году (1097 год хиджры) в селении числилось 9 землевладельцев (все — мусульмане), из которых двое не местные, владевших 2455 дёнюмами земли. После обретения ханством независимости по Кючук-Кайнарджийскому мирному договору 1774 года «повелительным актом» Шагин-Гирея 1775 года селение было включено в Крымское ханство, в состав Кефинского каймаканства Судакского кадылыка, что зафиксировано и в Камеральном Описании Крыма… 1784 года, где Нысыфской записан, как вовсе разоренных деревня.
После присоединения Крыма к России (8) 19 апреля 1783 года, (8) 19 февраля 1784 года, именным указом Екатерины II сенату, на территории бывшего Крымского Ханства была образована Таврическая область и деревня была приписана к Левкопольскому, а после ликвидации в 1787 году Левкопольского — к Феодосийскому уезду Таврической области. После Павловских реформ, с 1796 по 1802 год, входила в Акмечетский уезд Новороссийской губернии. В 1796 году эти земли получает генерал Захарий Бекарюков, который, в 1804 году, переселяет сюда своих крепостных из Курской и Харьковской губерний (на военно-топографической карте генерал-майора Мухина 1817 года Насыпкой ещё обозначен разорённым). По новому административному делению, после создания 8 (20) октября 1802 года Таврической губернии — на территории Байрачской волости. В 1830 году генерал-майор З. И. Бекарюков воздвиг в деревне новую церковь (Скорбящей Богоматери), на месте прежней. Как владение Бекарукова Насыпкой упомянут в «Путеводителе путешественника по Крыму, украшенный картами, планами, видами и виньетами…» 1833 года Шарля Монтандона. На карте 1836 года в деревне Русский Насыпкой 15 дворов, а на карте 1842 года Русский Насыпкой обозначен, как крупное село с церковью, но без указания числа дворов.
В 1860-х годах, после земской реформы Александра II, деревню приписали к Владиславской волости.
Согласно «Списку населённых мест Таврической губернии по сведениям 1864 года», составленному по результатам VIII ревизии 1864 года, Насыпкой — владельческое русское село с 26 дворами, 162 жителями и православной церковью при фонтане. На трёхверстовой карте Шуберта 1865—1876 года в селе Насыпкой обозначено 30 дворов. На 1886 год в деревне Насыпская, согласно справочнику «Волости и важнѣйшія селенія Европейской Россіи», проживало 204 человека в 40 домохозяйствах, действовали православная церковь и школа. По «Памятной книге Таврической губернии 1889 года», по результатам Х ревизии 1887 года, в селе Насыпкой числилось 47 дворов и 279 жителей, на верстовке Крыма 1889 года — 46 дворов с русским населением.
После земской реформы 1890-х годов деревню приписали к Салынской волости.
По «…Памятной книжке Таврической губернии на 1892 год» в Насыпкое, входившем в Изюмовское сельское общество, числилось 338 жителей в 45 домохозяйствах. На верстовой карте Крыма 1896 года в селении обозначено 46 дворов с русским населением. По «…Памятной книжке Таврической губернии на 1902 год» в селе Насыкой, входившем в Изюмовское сельское общество, числилось 364 жителя в 60 домохозяйствах. По Статистическому справочнику Таврической губернии. Ч.II-я. Статистический очерк, выпуск пятый Феодосийский уезд, 1915 год, в селе Насыпкой Салынской волости Феодосийского уезда числилось 68 дворов (все дворы с землёй) с русским населением в количестве 403 человек приписных жителей, из которых 200 мужчин и 203 женщины. Жители владели 294 десятинами удобной земли. В хозяйствах имелось 100 лошадей, 40 волов и 50 коров.
После установления в Крыму Советской власти, по постановлению Крымревкома от 8 января 1921 года была упразднена волостная система и село вошло в состав вновь созданного Владиславовского района Феодосийского уезда, а в 1922 году уезды получили название округов. 11 октября 1923 года, согласно постановлению ВЦИК, в административное деление Крымской АССР были внесены изменения, в результате которых округа ликвидировались и Владиславовский район стал самостоятельной административной единицей. Декретом ВЦИК от 04 сентября 1924 года «Об упразднении некоторых районов Автономной Крымской С. С. Р.» в октябре 1924 года район был преобразован в Феодосийский и село включили в его состав. Согласно Списку населённых пунктов Крымской АССР по Всесоюзной переписи 17 декабря 1926 года, в селе Насыпкой, центре Насыпкойского сельсовета Феодосийского района, числилось 84 двора, из них 66 крестьянских, население составлял 402 человека, из них 397 русских, 3 украинца и 2 грека, действовала русская школа I ступени (пятилетка). Постановлением ВЦИК «О реорганизации сети районов Крымской АССР» от 30 октября 1930 года (по другим сведениям 15 сентября 1931 года Феодосийский район был упразднён и село включили в состав Старо-Крымского, а с образованием в 1935 году Кировского — в состав нового района. Храм был закрыт в 1937 году, в нём было устроено зернохранилище, затем химический склад, ещё до войны была сломана колокольня.(В 1984 году церковь пытались разрушить полностью, но, по неизвестной пока причине сделать это не удалось). По данным всесоюзной переписи населения 1939 года в селе проживало 623 человека.
После освобождения Крыма от фашистов, 12 августа 1944 года было принято постановление № ГОКО-6372с «О переселении колхозников в районы Крыма» и в сентябре того же года в район приехали первые переселенцы, 428 семей, из Тамбовской области, а в начале 1950-х годов последовала вторая волна переселенцев. С 1954 года местами наиболее массового набора населения стали различные области Украины. Указом Президиума Верховного Совета РСФСР от 21 августа 1945 года Насыпкой был переименован в Насыпное и Насыпкойский сельсовет — в Насыпновский. С 25 июня 1946 года Насыпное в составе Крымской области РСФСР, а 26 апреля 1954 года Крымская область была передана из состава РСФСР в состав УССР. Время переподчинения села Феодосийскому горсовету пока не установлено: на 15 июня 1960 года село уже в его составе. Также к 1960 году, поскольку в «Справочнике административно-территориального деления Крымской области на 15 июня 1960 года» селение уже не значилось, к Насыпному присоединено село Боевое (согласно справочнику «Крымская область. Административно-территориальное деление на 1 января 1968 года» — в период с 1954 по 1968 годы). Указом Президиума Верховного Совета УССР «Об укрупнении сельских районов Крымской области», от 30 декабря 1962 года Феодосийский горсовет был упразднён и село присоединили к Алуштинскому району. 1 января 1965 года, указом Президиума ВС УССР «О внесении изменений в административное районирование УССР — по Крымской области», вновь включили в состав Феодосийского горсовета. На 1974 год в Насыпном числилось 1608 жителей. По данным переписи 1989 года в селе проживал 1661 человек. С 12 февраля 1991 года село в восстановленной Крымской АССР, 26 февраля 1992 года переименованной в Автономную Республику Крым. В 2000 году был освящён восстановленный сельский храм. С 21 марта 2014 года Насыпное в составе Республики Крым России, с 5 июня 2014 года — в Городском округе Феодосия.

## Уроженцы
Виктор Иванович Юрковский — прославленный футболист, бывший голкипер киевского «Динамо» и симферопольской «Таврии» родился 21 октября 1954 года в селе Насыпном. Именно здесь он сделал свои первые шаги, получил среднее образование. В октябре 2007 года на фасаде школы № 16 была установлена памятная доска в честь прославленного голкипера. На ней написано, что именно здесь прошли школьные годы Виктора Юрковского.